# Toys in the Attic (chanson)
Pour les articles homonymes, voir Toys in the Attic.
Toys in the Attic est une chanson d'Aerosmith, tirée de l'album du même nom, paru en 1975. Elle est classée parmi les « 500 chansons qui ont façonné le rock and roll » selon le Rock and Roll Hall of Fame. 